# Bibundia hermanni
Bibundia hermanni är en tvåvingeart som beskrevs av Bischof 1903. Bibundia hermanni ingår i släktet Bibundia och familjen Tachiniscidae. Inga underarter finns listade.